# Домбрувка-Косьцельна (Великопольське воєводство)
Домбрувка-Косьцельна (пол. Dąbrówka Kościelna) — село в Польщі, у гміні Кішково Гнезненського повіту Великопольського воєводства.
Населення — 167 осіб (2011).
У 1975-1998 роках село належало до Познанського воєводства.

## Демографія
Демографічна структура станом на 31 березня 2011 року:
|          | Загалом | Допрацездатний вік | Працездатний вік | Постпрацездатний вік |
| -------- | ------- | ------------------ | ---------------- | -------------------- |
| Чоловіки | 86      | 20                 | 59               | 7                    |
| Жінки    | 81      | 16                 | 48               | 17                   |
| Разом    | 167     | 36                 | 107              | 24                   |